# Eerste klasse 1995-96 (voetbal België)
Het seizoen 1995/96 van de Belgische Eerste Klasse ging van start op 6 augustus 1995 en eindigde op 12 mei 1996. Club Brugge werd afgetekend landskampioen. Het was het eerste seizoen in de hoogste afdeling waarbij een overwinning 3 in plaats van 2 punten opleverde.

## Gepromoveerde teams
Deze teams waren gepromoveerd uit de Tweede Klasse voor de start van het seizoen:
- KSV Waregem (kampioen in Tweede)
- KRC Harelbeke (eindrondewinnaar)

Beide clubs komen uit Zuid-West-Vlaanderen.

## Degraderende teams
Deze teams degradeerden naar Tweede Klasse op het eind van het seizoen:
- KSK Beveren
- KSV Waregem

Daarnaast verdween na het seizoen RFC Seraing, dat samen met de beide rechtstreeks degraderende teams afgetekend onderaan eindigde. De club fusioneerde daarna met Standard Luik, en stamnummer 17 verdween. Door het schrappen van Seraing kwam een plaats vrij en kon een extra tweedeklasser promoveren naar Eerste Klasse voor het seizoen 1996/97.

## Titelstrijd
Club Brugge werd afgetekend landskampioen met 81 punten of slechts drie competitienederlagen en zes gelijke spelen in een volledig seizoen. De enige concurrent, RSC Anderlecht, kende een slechte competitiestart. Anderlecht verloor z'n openingsmatch in Aalst met 3-1, en ook op de tweede speeldag kon de club niet winnen en verloor 0-2 thuis van Charleroi. Na een 2-2 bij Germinal Ekeren op de derde speeldag pakten de Brusselaars hun eerste punten. Na 5 speeldagen stond Anderlecht echter met 4/15 al op een afstand van Club Brugge, dat 13/15 had behaald. Op de zesde speeldag op 3 september kon Anderlecht aan de achtervolging beginnen met een 2-1 zege thuis tegen Club. Tegen begin november was Anderlecht tot op één puntje genaderd. Na de winter liet Club Brugge echter bijna geen steken meer vallen, en Club werd zo met ruim puntenaantal kampioen, 10 punten voor Anderlecht en zelfs 28 punten voor de derde en vierde, Germinal Ekeren en RWDM.

## Europese strijd
Club Brugge was als landskampioen geplaatst voor de Champions League-voorrondes van het volgend seizoen. Ook de volgende clubs, Anderlecht, Germinal Ekeren en RWDM, kregen toegang tot de UEFA Cup. De twee clubs daarna, Lierse en Standard, verdienden een plaats in de UEFA Cup-voorrondes. Cercle Brugge was als verliezend bekerfinalist voor de Beker voor Bekerwinnaars geplaatst (de finale werd van Club Brugge verloren).

## Degradatiestrijd
KSV Waregem, KSK Beveren en RFC Seraing eindigden afgetekend op de laatste plaatsen. Waregem en Beveren eindigden op rechtstreekse degradatieplaatsen, Seraing zou de activiteiten staken en zo toch ook verdwijnen uit Eerste Klasse.

## Eindstand
|         |    |                 | P  | W  | G  | V  | +  | -  | DS  | Ptn |
| ------- | -- | --------------- | -- | -- | -- | -- | -- | -- | --- | --- |
| K (CL)  | 1  | Club Brugge     | 34 | 25 | 6  | 3  | 83 | 30 | 53  | 81  |
| (UEFA)  | 2  | RSC Anderlecht  | 34 | 22 | 5  | 7  | 83 | 37 | 46  | 71  |
| (UEFA)  | 3  | Germinal Ekeren | 34 | 15 | 8  | 11 | 53 | 37 | 16  | 53  |
| (UEFA)  | 4  | RWDM            | 34 | 13 | 14 | 7  | 43 | 29 | 14  | 53  |
| (UEFA)  | 5  | Lierse SK       | 34 | 14 | 10 | 10 | 54 | 45 | 9   | 52  |
| (UEFA)  | 6  | Standard Luik   | 34 | 13 | 12 | 9  | 51 | 46 | 5   | 51  |
|         | 7  | Charleroi       | 34 | 13 | 11 | 10 | 59 | 53 | 6   | 50  |
| (beker) | 8  | Cercle Brugge   | 34 | 13 | 10 | 11 | 51 | 47 | 4   | 49  |
|         | 9  | Lommel          | 34 | 14 | 6  | 14 | 40 | 45 | −5  | 48  |
|         | 10 | KV Mechelen     | 34 | 12 | 8  | 14 | 40 | 46 | −6  | 44  |
|         | 11 | KRC Harelbeke   | 34 | 13 | 4  | 17 | 40 | 48 | −8  | 43  |
|         | 12 | Eendracht Aalst | 34 | 11 | 9  | 14 | 51 | 58 | −7  | 42  |
|         | 13 | Antwerp FC      | 34 | 11 | 9  | 14 | 38 | 46 | −8  | 42  |
|         | 14 | KAA Gent        | 34 | 10 | 11 | 13 | 39 | 49 | −10 | 41  |
|         | 15 | Sint-Truiden    | 34 | 11 | 7  | 16 | 42 | 60 | −18 | 40  |
| D       | 16 | Seraing         | 34 | 8  | 5  | 21 | 35 | 75 | −40 | 29  |
| D       | 17 | Beveren         | 34 | 6  | 9  | 19 | 38 | 57 | −19 | 27  |
| D       | 18 | KSV Waregem     | 34 | 4  | 9  | 21 | 30 | 70 | −40 | 21  |

P: wedstrijden gespeeld, W: wedstrijden gewonnen, G: gelijke spelen, V: wedstrijden verloren, +: gescoorde doelpunten, -: doelpunten tegen, DS: doelsaldo, Ptn: totaal punten
K: kampioen, D: degradeert, (beker): bekerwinnaar of -finalist, (CL): geplaatst voor Champions League, (UEFA): geplaatst voor UEFA-beker
Aanvankelijk was Eendracht Aalst op een 10e plaats geëindigd, met 12 zeges, 10 gelijke spelen, 12 nederlagen, 55 doelpunten voor, 50 doelpunten tegen of in totaal 46 punten. De wedstrijd tegen Sint-Truiden die oorspronkelijk 0-0 was geëindigd en deze tegen RFC Seraing die met 4-2 was gewonnen, werden echter achteraf herzien en er werd aan Aalst voor beide een 0-5 nederlaag toegekend. De club eindigde zo op een 12de plaats. Sint-Truiden en Seraing behielden de originele resultaten voor de berekening van de eindtabel.

## Topscorers
| Scorer               | Goals | Team           | Land      |
| -------------------- | ----- | -------------- | --------- |
| Mario Stanić         | 20    | Club Brugge    | Kroatië   |
| Christophe Lauwers   | 19    | Cercle Brugge  | België    |
| Gilles De Bilde      | 15    | RSC Anderlecht | België    |
| John Bosman          | 15    | RSC Anderlecht | Nederland |
| Marc Wilmots         | 14    | Standard Luik  | België    |
| Félix-Michel N'Gongé | 14    | KRC Harelbeke  | Zaïre     |
| Patrick Goots        | 14    | KSK Beveren    | België    |

## Individuele prijzen
- Gouden Schoen:  Paul Okon (Club Brugge)
- Profvoetballer van het Jaar:  Luc Nilis (PSV *)
- Trainer van het Jaar:  Hugo Broos (Club Brugge)
- Keeper van het Jaar:  Philippe Vande Walle (Germinal Ekeren)
- Scheidsrechter van het Jaar:  Guy Goethals
- Ebbenhouten Schoen:  Celestine Babayaro (RSC Anderlecht)
- Jonge Profvoetballer van het Jaar:  Celestine Babayaro (RSC Anderlecht)

* Luc Nilis was de tweede speler die niet in de eerste klasse speelde toen hij verkozen werd tot Profvoetballer van het Jaar.
1895/96 · 1896/97 · 1897/98 · 1898/99 · 1899/00 · 1900/01 · 1901/02 · 1902/03 · 1903/04 · 1904/05 · 1905/06 · 1906/07 · 1907/08 · 1908/09 · 1909/10 · 1910/11 · 1911/12 · 1912/13 · 1913/14 · 1914/15 · 1915/16 · 1916/17 · 1917/18 · 1918/19 · 
1919/20 · 1920/21 · 1921/22 · 1922/23 · 1923/24 · 1924/25 · 1925/26 · 1926/27 · 1927/28 · 1928/29 · 1929/30 · 1930/31 · 1931/32 · 1932/33 · 1933/34 · 1934/35 · 1935/36 · 1936/37 · 1937/38 · 1938/39 · 1939/40 · 1940/41 · 1941/42 · 1942/43 · 1943/44 · 1944/45 · 1945/46 · 1946/47 · 1947/48 · 1948/49 · 1949/50 · 1950/51 · 1951/52 · 1952/53 · 1953/54 · 1954/55 · 1955/56 · 1956/57 · 1957/58 · 1958/59 · 1959/60 · 1960/61 · 1961/62 · 1962/63 · 1963/64 · 1964/65 · 1965/66 · 1966/67 · 1967/68 · 1968/69 · 1969/70 · 1970/71 · 1971/72 · 1972/73 · 1973/74 · 1974/75 · 1975/76 · 1976/77 · 1977/78 · 1978/79 · 1979/80 · 1980/81 · 1981/82 · 1982/83 · 1983/84 · 1984/85 · 1985/86 · 1986/87 · 1987/88 · 1988/89 · 1989/90 · 1990/91 · 1991/92 · 1992/93 · 1993/94 · 1994/95 · 1995/96 · 1996/97 · 1997/98 · 1998/99 · 1999/00 · 2000/01 · 2001/02 · 2002/03 · 2003/04 · 2004/05 · 2005/06 · 2006/07 · 2007/08 · 2008/09 · 2009/10 · 2010/11 · 2011/12 · 2012/13 · 2013/14 · 2014/15 · 2015/16 · 2016/17 · 2017/18 · 2018/19 · 2019/20 · 2020/21· 2021/22 · 2022/23 · 2023/24 · 2024/25